# Red Wings de Weyburn
Les Red Wings de Weyburn  sont une équipe de hockey sur glace de la Ligue de hockey junior de la Saskatchewan. L'équipe est basée à Weyburn dans la Saskatchewan.

## Historique
L'équipe a été créée en 1961 en tant que membre de la Ligue de hockey junior de la Saskatchewan et a été nommée en se basant sur les Red Wings de Détroit de la Ligue nationale de hockey. Ainsi, l'équipe a adopté les couleurs et le logo de la franchise de la LNH.
En 1966, l'équipe rejoint la toute nouvelle Ligue de hockey de l'Ouest mais l'équipe ne jouera que deux saisons dans la ligue avant de retourner jouer dans la SJHL. La raison principale était les faibles moyens de l'équipe mis en parallèle avec les coûts des déplacements.
L'équipe est la plus titrée de la LHJS et ont gagné 9 championnats dans leur histoire (1970, 1971, 1984, 1994, 1995, 1997, 1998, 2001 et 2002). De plus, l'équipe a gagné la Coupe de la Banque royale (remise au champion des ligues junior de hockey au Canada) à deux reprises (2005 et 1984).

## Saisons après saisons

### LHOu
| Saison    | PJ | V  | D  | N  | BP  | BC  | Pts | Classement     | Séries éliminatoires    |
| --------- | -- | -- | -- | -- | --- | --- | --- | -------------- | ----------------------- |
| 1966-1967 | 56 | 16 | 30 | 10 | 214 | 269 | 42  | 6e de la LHOu  | Défaite au premier tour |
| 1967-1968 | 60 | 15 | 40 | 5  | 218 | 311 | 35  | 11e de la LHOu | Non qualifiés           |

### LHJS
| Saison    | PJ | V  | D  | N  | DP | BP  | BC  | Pts | Classement            | Séries éliminatoires              |
| --------- | -- | -- | -- | -- | -- | --- | --- | --- | --------------------- | --------------------------------- |
| 1968-1969 | 43 | 25 | 17 | 1  | -  | 234 | 184 | 50  | 2e LHJS               |                                   |
| 1969-1970 | 36 | 25 | 8  | 3  | -  | 181 | 125 | 53  | 1er LHJS              | Victoire en finale                |
| 1970-1971 | 36 | 30 | 6  | 0  | -  | 278 | 117 | 60  | 1er LHJS              | Victoire en finale                |
| 1971-1972 | -  | -  | -  | -  | -  | -   | -   | -   | -                     |                                   |
| 1972-1973 | 48 | 36 | 12 | 0  | -  | 253 | 168 | 72  | 1er LHJS              |                                   |
| 1973-1974 | 50 | 31 | 18 | 1  | -  | 212 | 146 | 63  | 3e LHJS sud           |                                   |
| 1974-1975 | 58 | 39 | 17 | 2  | -  | 286 | 184 | 80  | 3e LHJS sud           |                                   |
| 1975-1976 | 58 | 42 | 15 | 1  | -  | 296 | 190 | 85  | 1er LHJS sud          |                                   |
| 1976-1977 | 60 | 46 | 14 | 0  | -  | 335 | 191 | 92  | 1er LHJS              |                                   |
| 1977-1978 | 60 | 29 | 29 | 2  | -  | 267 | 299 | 60  | 4e LHJS sud           |                                   |
| 1978-1979 | 60 | 28 | 30 | 2  | -  | 239 | 283 | 58  | 4e LHJS sud           |                                   |
| 1979-1980 | 60 | 24 | 33 | 3  | -  | 279 | 324 | 51  | 5e LHJS sud           | Défaite au premier tour           |
| 1980-1981 | 60 | 27 | 31 | 2  | -  | 296 | 298 | 56  | 4e LHJS sud           |                                   |
| 1981-1982 | 60 | 25 | 33 | 2  | -  | 222 | 261 | 54  | 3e LHJS sud           | Défaite en demi-finale            |
| 1982-1983 | 64 | 53 | 9  | 2  | -  | 385 | 184 | 108 | 1er LHJS              | Défaite en finale                 |
| 1983-1984 | 64 | 40 | 23 | 1  | -  | 308 | 266 | 81  | 2e LHJS               | Victoire en finale (Coupe Anavet) |
| 1984-1985 | 64 | 45 | 14 | 5  | -  | 328 | 216 | 95  | 1er LHJS              | Défaite en finale                 |
| 1985-1986 | 60 | 23 | 35 | 2  | -  | 273 | 307 | 48  | 7e LHJS               |                                   |
| 1986-1987 | 64 | 25 | 38 | 1  | -  | 258 | 288 | 51  | 7e LHJS               | Défaite au premier tour           |
| 1987-1988 | 60 | 25 | 34 | 1  | -  | 257 | 308 | 51  | 7e LHJS               |                                   |
| 1988-1989 | 64 | 22 | 26 | 4  | -  | 292 | 372 | 46  | 6e LHJS sud           |                                   |
| 1989-1990 | 68 | 43 | 18 | 7  | -  | 360 | 271 | 93  | 1er LHJS sud          | en quart de finale                |
| 1990-1991 | 68 | 39 | 27 | 2  | -  | 329 | 269 | 80  | 3e LHJS sud           | Défaite en demi-finale            |
| 1991-1992 | 64 | 38 | 20 | 6  | -  | 305 | 273 | 82  | 2e LHJS sud           | en quart de finale                |
| 1992-1993 | 64 | 26 | 30 | 8  | -  | 277 | 284 | 60  | 4e LHJS sud           | en quart de finale                |
| 1993-1994 | 68 | 42 | 16 | 10 | -  | 317 | 223 | 94  | 1er LHJS              | Victoire en finale (Coupe Anavet) |
| 1994-1995 | 64 | 33 | 26 | 5  | -  | 302 | 249 | 71  | 3e LHJS sud           | Victoire en finale                |
| 1995-1996 | 64 | 25 | 29 | 10 | -  | 256 | 257 | 60  | 4e LHJS sud           | Défaite 1st Round                 |
| 1996-1997 | 64 | 45 | 13 | 6  | -  | 336 | 199 | 96  | 1er LHJS              | Victoire en finale (Coupe Anavet) |
| 1997-1998 | 64 | 31 | 24 | 9  | -  | 277 | 218 | 71  | 2e LHJS sud           | Victoire en finale (Coupe Anavet) |
| 1998-1999 | 66 | 27 | 36 | 3  | -  | 220 | 253 | 57  | 6e LHJS sud           | Non qualifiés                     |
| 1999-2000 | 60 | 34 | 21 | 5  | -  | 247 | 209 | 73  | 2e LHJS sud           | Défaite en finale                 |
| 2000-2001 | 62 | 41 | 17 | 2  | 2  | 274 | 185 | 86  | 1er division Sherwood | Victoire en finale (Coupe Anavet) |
| 2001-2002 | 64 | 23 | 30 | 5  | 6  | 222 | 255 | 57  | 4e division Sherwood  | Défaite en quart de finale        |
| 2002-2003 | 60 | 29 | 25 | 4  | 2  | 209 | 215 | 64  | 3e division Sherwood  | Défaite en quart de finale        |
| 2003-2004 | 60 | 34 | 19 | 5  | 2  | 228 | 185 | 75  | 2e division Sherwood  | Défaite en finale                 |
| 2004-2005 | 55 | 18 | 27 | 8  | 2  | 142 | 166 | 46  | 5e division Sherwood  | Défaite au premier tour           |
| 2005-2006 | 55 | 25 | 23 | 4  | 3  | 144 | 146 | 57  | 4e division Sherwood  | Défaite en quart de finale        |